# 弗克拉布魯克
弗克拉布魯克（德語：Vöcklabruck，德語發音：[fœklaˈbʁʊk] ⓘ）是奧地利上奧地利州的市镇，位於該國北部，面積16平方公里，海拔高度433米，該鎮是重要的行政和商業中心，2012年人口11,919。

## 外部連結
- 官方网站（页面存档备份，存于） （德文）